# San Luis al Medio
San Luis al Medio ist eine Ortschaft im Südosten Uruguays.

## Geographie
Sie befindet sich auf dem Gebiet des Departamento Rocha in dessen Sektor 5 am rechtsseitigen Ufer des Río San Luis. In jeweils einigen Kilometern Entfernung liegen östlich die Grenze zum Nachbarland Brasilien und die Laguna Merín, während im Südosten 18 de Julio und Chuy die nächstgelegenen Ansiedlungen auf uruguayischem Territorium sind.

## Infrastruktur
Durch San Luis al Medio führt die Ruta 19.

## Einwohner
San Luis al Medio hatte bei der Volkszählung im Jahr 2011 598 Einwohner, davon 308 männliche und 290 weibliche.
| Jahr | Einwohner |
| ---- | --------- |
| 1963 | 387       |
| 1975 | 401       |
| 1985 | 505       |
| 1996 | 578       |
| 2004 | 702       |
| 2011 | 598       |

Quelle: Instituto Nacional de Estadística de Uruguay